# Franc CFA de l'Àfrica Central
El franc CFA de l'Àfrica Central (en francès Franc CFA o, simplement, Franc) és la moneda de sis estats independents de l'Àfrica Central: Camerun, República Centreafricana, Txad, República del Congo, Guinea Equatorial i Gabon. Aquests sis països tenien una població combinada de 55,2 milions el 2020, i un PIB combinat de més de 100.000 milions de dòlars EUA (a partir del 2021).
Aquests estats són el Camerun, la República Centreafricana, la República del Congo, el Gabon, la Guinea Equatorial i el Txad, agrupats en la Comunitat Econòmica i Monetària de l'Àfrica Central (CEMAC).
El codi ISO 4217 és XAF i s'acostuma a abreujar FCFA. Se subdivideix en 100 cèntims (centimes), però la fracció fa temps que ja no s'utilitza.
Les sigles CFA originàriament significaven «Colònies Franceses de l'Àfrica». Durant el procés de descolonització va passar a ser «Comunitats Franceses de l'Àfrica». Avui, «franc CFA» significa «franc de la Cooperació Financera a l'Àfrica Central».
El seu valor és fix respecte a l'euro: 100 francs CFA = 0,152449 euros, o 1 euro = 655,957 francs CFA. Té el mateix valor que el franc CFA de l'Àfrica Occidental (1 € = 655,957 XAF = 655,957 XOF), però no són intercanviables.

## Monedes i bitllets
Emès pel Banc dels Estats de l'Àfrica Central (Banque des États de l'Afrique Centrale, BEAC), amb seu a Yaoundé (Camerun), en circulen monedes d'1, 2, 5, 10, 25, 50, 100 i 500 francs i bitllets de 500, 1.000, 2.000, 5.000 i 10.000 francs.